# Pabaži (przystanek kolejowy)
Pabaži – przystanek kolejowy pomiędzy miejscowościami Pabaži i Saulkrasti, w gminie Saulkrasti, na Łotwie. Położony jest na linii Ryga - Skulte.

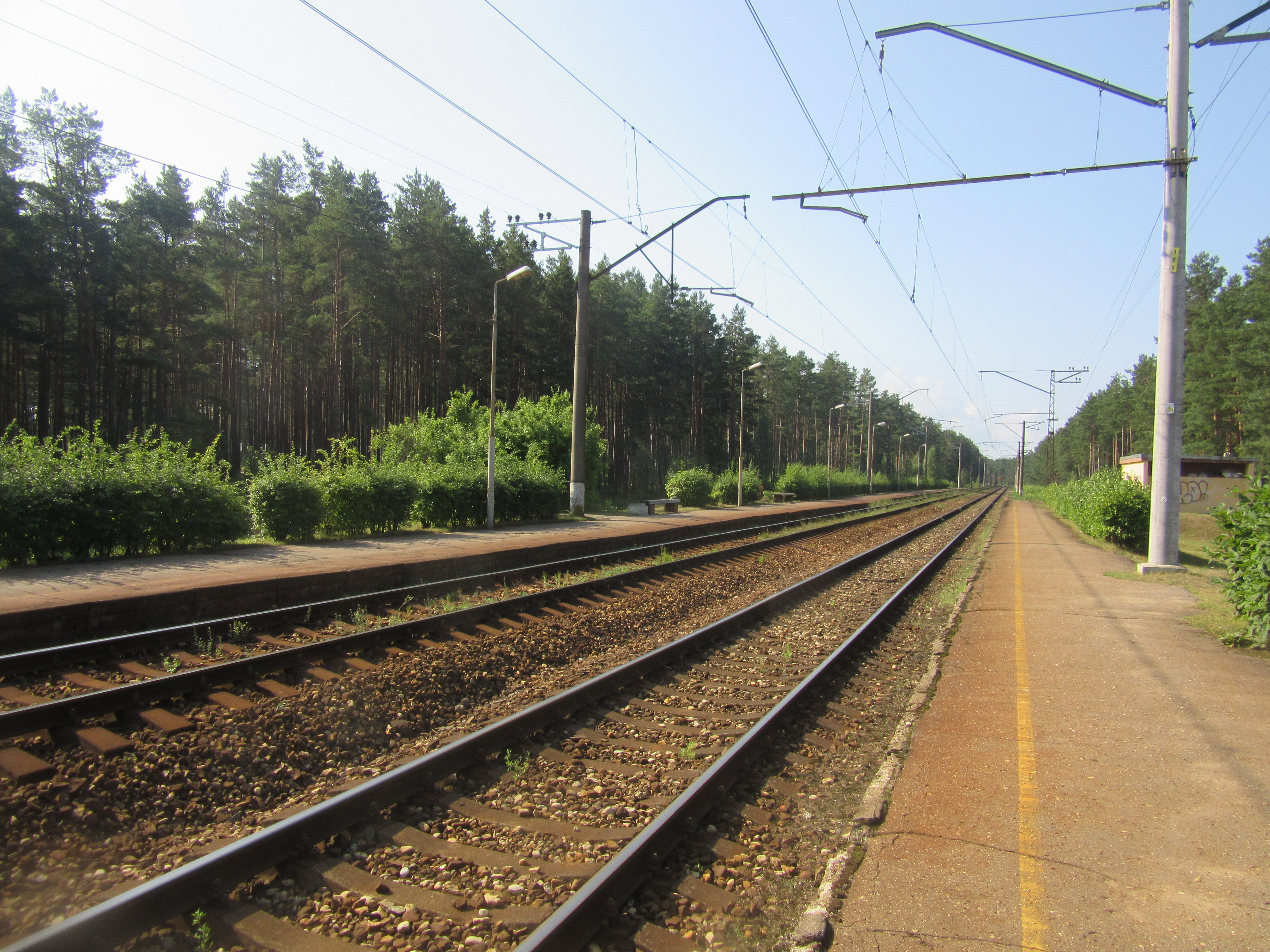
Perony